# Vilaller
Vilaller là một đô thị trong comarca Alta Ribagorça, tỉnh Lleida, Catalonia, Tây Ban Nha. Dân số 644 người, diện tích 59.23 km². Mã bưu chính là 25552.